# Javi Martínez
Javier „Javi” Martínez Aginaga [ˈxaβi marˈtineθ aɣiˈnaɣa] (ur. 2 września 1988 w Ayegui) – hiszpański piłkarz występujący na pozycji pomocnika w katarskim klubie Qatar SC. 

## Kariera klubowa
W sezonie 2005/2006 rozegrał w zespole rezerw Osasuny 32 mecze i zdobył 2 bramki, a latem za 6 milionów euro trafił do Athleticu Bilbao. W Primera División zadebiutował 27 sierpnia 2006 w zremisowanym 1:1 meczu z Realem Sociedad. 16 grudnia zdobył obydwa gole dla Athleticu w wygranym 2:0 spotkaniu z Deportivo La Coruña. Pierwszą bramkę strzelił 17 września w przegranym 1:4 spotkaniu z Atlético Madryt. Sezon 2006/2007 zakończył z 35 ligowymi występami i 3 zdobytymi golami.
W kolejnych sezonach Martínez dalej był podstawowym zawodnikiem baskijskiego zespołu. W 2009 roku doszedł z nim do finału Pucharu Króla, w którym Athletic przegrał 1:4 z Barceloną. Martínez grał w tym spotkaniu przez 90 minut. 30 lipca w przegranym 0:1 meczu eliminacji do Ligi Europy z BSC Young Boys zadebiutował w europejskich pucharach, a w wygranym 3:2 spotkaniu z Tromsø zdobył pierwszego gola.
W sezonie 2011/2012 doszedł z zespołem do finału Ligi Europy, w którym Athletic przegrał 0:3 z Atlético Madryt. Martínez całe to spotkanie rozegrał na pozycji środkowego obrońcy. 25 maja zagrał także z Athletikiem w finale Pucharu Króla, w którym Baskowie ponownie ulegli Barcelonie. Tym razem przegrali 0:3, a Martínez rozegrał cały mecz.

### Bayern Monachium
29 sierpnia 2012 roku oficjalnie stał się piłkarzem Bayernu Monachium. Kwota wydana przez monachijczyków to 42 mln euro, co było wówczas rekordem transferowym w 1. Bundeslidze. Początkowo przegrywał walkę z Bastianem Schweinsteigerem i Luizem Gustavo, jednak trener Jupp Heynckes szybko się do niego przekonał i Javi zajął miejsce u boku właśnie Schweinsteigera. W Lidze Mistrzów po raz pierwszy zagrał z Valencią, w 69 minucie został zmieniony przez Luiza Gustavo. W 13. kolejce w spotkaniu z Hannoverem, wygranym przez Bayern 5:0 Javi otworzył wynik w 3 minucie.

## Kariera reprezentacyjna
Martínez wraz z reprezentacją Hiszpanii do lat 21 występował na Mistrzostwach Europy w 2009 roku, gdzie jego zespół nie potrafił wyjść z grupy.
20 maja 2010 roku Vicente del Bosque powołał go na mundial. Dziewięć dni później zadebiutował w kadrze w wygranym 3:2 towarzyskim meczu z Arabią Saudyjską. Zmienił wówczas w 75. minucie Xaviego. W kolejnym spotkaniu z Koreą Południową znalazł się już z wyjściowym składzie, a w 80. minucie zastąpił go David Silva.
Martínez na mundialu pojawił się tylko raz na boisku. 25 czerwca w wygranym 2:1 grupowym spotkaniu z Chile zmienił w 75. minucie spotkania Xabiego Alonso. Hiszpania ostatecznie dotarła do finału, w którym pokonała Holandię i zdobyła tytuł mistrza świata.
Martínez w 2011 roku ponownie wystąpił na Mistrzostwach Europy U-21. Był kapitanem zespołu, który zdobył tytuł mistrzowski po pokonaniu w finale Szwajcarii
Powołany do składu reprezentacji Hiszpanii na letnie igrzyska olimpijskie w 2012 w Londynie.

## Statystyki
Stan na 15 sierpnia 2012
| Klub            | Sezon   | Liga  | Liga | Puchary krajowe | Puchary krajowe | Puchary europejskie | Puchary europejskie | Łącznie | Łącznie |
| Klub            | Sezon   | Mecze | Gole | Mecze           | Gole            | Mecze               | Gole                | Mecze   | Gole    |
| --------------- | ------- | ----- | ---- | --------------- | --------------- | ------------------- | ------------------- | ------- | ------- |
| Athletic Bilbao |         |       |      |                 |                 |                     |                     |         |         |
| 2006/2007       | 35      | 3     | 1    | 0               | ––              | ––                  | 36                  | 3       |         |
| 2007/2008       | 34      | 0     | 2    | 0               | ––              | ––                  | 36                  | 0       |         |
| 2008/2009       | 32      | 5     | 9    | 1               | ––              | ––                  | 41                  | 6       |         |
| 2009/2010       | 34      | 6     | 1    | 1               | 11              | 2                   | 46                  | 9       |         |
| 2010/2011       | 35      | 4     | 3    | 0               | ––              | ––                  | 38                  | 4       |         |
| 2011/2012       | 31      | 4     | 9    | 0               | 14              | 0                   | 54                  | 4       |         |
| Łącznie         | Łącznie | 201   | 22   | 25              | 2               | 25                  | 2                   | 251     | 26      |

## Sukcesy

### Bayern Monachium
- Liga Mistrzów UEFA: 2012/2013, 2019/2020
- Superpuchar Europy UEFA: 2013, 2020
- Mistrzostwo Niemiec: 2012/2013, 2013/2014, 2014/2015, 2015/2016, 2016/2017, 2017/2018, 2018/2019, 2019/2020, 2020/2021
- Puchar Niemiec: 2012/2013, 2013/2014, 2015/2016, 2018/2019, 2019/2020
- Superpuchar Niemiec: 2016, 2017, 2018, 2020

### Reprezentacyjne
- Mistrzostwo świata: 2010
- Mistrzostwo Europy: 2012
- Mistrzostwo Europy U-21: 2011
- Mistrzostwo Europy U-19: 2007

## Życie prywatne
Jego brat Álvaro również jest piłkarzem. Występował na pozycji prawego obrońcy m.in. w Alicante i SD Eibar.